# O Homem do Oeste
O Homem do Oeste (Man of the West) é um filme estadunidense de 1958, do gênero western, dirigido por Anthony Mann, roteirizado por Reginald Rose, baseado no livro The Border Jumpers de Will C. Brown, música de Leigh Harline.

## Sinopse
Fora-da-lei e agora rancheiro é obrigado a se juntar a seu antigo bando para cometer novos crimes.

## Elenco
- Gary Cooper (como Link Jones)
- Julie London (como Billie Ellis)
- Lee J. Cobb (como Dock Tobin)
- Arthur O'Connell (como Sam Beasley)
- Jack Lord (como Coaley)
- John Dehner (como Claude)
- Royal Dano (como Trout)
- Robert J. Wilke (como Ponch)